# Komet duga perioda
Komet duga perioda, komet koji obiđe Sunce u vremenu dužem od dvjesta (200) godina. Orbite tih kometa često su nagnute do ekliptike, što u svezi s time također dolaze iz Oortova oblaka. Poznati kometi duga perioda dosad promatrane u nedavnoj prošlosti su komet Hyakutake (vidljiv 1996.) i komet Hale-Bopp (vidljiv 1997.).